# Scaphytopius alas
Scaphytopius alas är en insektsart som beskrevs av Delong 1943. Scaphytopius alas ingår i släktet Scaphytopius och familjen dvärgstritar. Utöver nominatformen finns också underarten S. a. parvalas.